# 楊芷 (嘉靖進士)
楊芷（1526年—？），字文植，號次泉，湖廣德安府安陸縣人，民籍，明朝政治人物。

## 生平
嘉靖三十一年（1552年）壬子科湖廣鄉試第四十三名舉人。嘉靖三十二年（1553年）中式癸丑科會試第二百八十名，三甲第六十一名進士。礼部观政，授直隶吴江知县，升南户部主事，调兵部主事，升员外、郎中。

## 家族
曾祖楊本源；祖父楊和，通判；父楊東浙，主簿。嫡母梁氏；生母魏氏。兄杨芹。